# Асакасы (Аликовский район)
Асакасы́ (чув. Ассакасси) — село в Аликовском муниципальном округе Чувашской Республики. Входило в состав Ефремкасинского сельского поселения до его упразднения в 2022 году.

## Физико-географическая характеристика
Расстояние до Чебоксар 60 км, до райцентра 12 км, до ж.-д. станции 32 км.
Расположено на берегах реки Абасирма.

### Климат
Климат Аликовского района умеренно континентальный с продолжительной холодной зимой и тёплым летом. Средняя температура января −12,9 °C, июля 18,3 °C, абсолютный минимум достигал −44 °C, абсолютный максимум 37 °C. За год в среднем выпадает до 552 мм осадков.

## Демография
| 2010 | 2012 |
| ---- | ---- |
| 112  | ↗167 |

Население — 158 человек, из них 71 мужчина, 87 женщин (перепись 2002). Большинство чуваши.

## История
По состоянию на 1917 год входило в состав Асакасинской волости Ядринского уезда Казанской губернии.

## Современные Асакасы
В наши дни в Асакасах расположены четыре улицы: Школьная, Кооперативная, Нагорная, Родина.
Деревня газифицирована.
В селе расположен храм Святой Троицы.

## Экономика
Несколько колхозов располагавшихся в районе были объединены в СХПК «Авангард». Местные жители в основном ведут натуральное хозяйство.
Действует СХПК (ИП Кузьмин). Выращивают картофель на продажу.

### Средства массовой информации
- Радиостанции: В районе прекратили использовать проводное радио. Поэтому население использует радиоприёмные устройства для приёма местных и республиканских каналов на чувашском и русских языках.
- Телевидение: Население использует эфирное и спутниковое телевидение. Эфирное телевидение позволяет принимать национальный канал на чувашском и русском языках.

## Люди, связанные с Асакасы
- Пименов, Павел Павлович — врач-ассистент (заведующий заразными бараками) городового госпиталя в Гатчине (1910—1913). Доктор медицины. Соратник физиолога И. П. Павлова. Родился в мещанской семье села Асакасы. Окончил Варшавский университет. Участник Русско-японской войны в составе отряда Варшавской Елизаветинской общины сестер милосердия. В советское время — преподаватель Военно-медицинской академии. Умер в 1956 году в Ленинграде[5][6].